# DinoKid
DinoKid es una serie de tiras cómicas creada por el historietista español David Ramírez para la revista infantil ¡Dibus! de Norma Editorial.

## Trayectoria editorial
Su primera entrega apareció en el número 9 de la revista infantil ¡Dibus!, donde David Ramírez venía publicando MiniMonsters desde el primer número, siendo publicada mensualmente hasta el fin de la vida de la revista a principios de 2015, siendo una de las tiras mas longevas de la revista. La propia Norma Editorial lanzó dos álbumes recopilatorios, uno en 2008 recopilando las primeras historietas de la serie y un segundo recopilando de todo el comic con nuevas viñetas creadas para concluir la trama del comic. 

## Argumento
Todos los niños sueñan con ser superhéroes, pero Dinokid realmente lo es... O al menos lo intenta. Este niño dotado con el don de convertirse a su antojo en el dinosaurio que él quiera, utiliza su habilidad para escaquearse de tareas cotidianas como ordenar su habitación o hacer los deberes, y además tiene un montón de amigos y enemigos que harán su vida de todo menos aburrida.

## Personajes

### Los Superniños
DinoKid: Protagonista homónimo del cómic. DinoKid posee la habilidad de convertirse en cualquier tipo de dinosaurio, y aunque la mayor parte del tiempo causa más problemas que solucionarlos, siempre está dispuesto a ayudar cuando le sea posible aun si mete la pata en el proceso.
Mamífero Boy: Chico capaz de convertirse en cualquier tipo de animal mamífero. Originalmente era el rival y enemigo de DinoKid, pero pese a sus constantes peleas no tardan en formar una peculiar amistad. Tiene de apodo "Mam-Bo", y llega a tener una relación amorosa con Insect Girl muy adelante en la historia.
Insect Girl: Chica con el poder de convertirse en cualquier insecto, cosa que no aguanta al darle estos mucho asco. Se hace amiga de Mamífero Boy y Dinokid tras conocerlos en un supermercado, llegando a entablar una relación amorosa con el primero. Es la miembro con más sentido común.
El Increíble Chico Capaz de Transformarse en Pájaros de Todo Tipo: Es otro de los amigos de DinoKid, cuyo poder es, cuyo nombre indica, en convertirse en cualquier tipo de pájaro. Está enamorado de Insect Girl, pero no se atreve a decírselo.
Peza: Una chica con el poder de transformarse en cualquier tipo de pez existente. Su hobby principal es fastidiar al villano más recurrente de la serie, el Coleccionista de Animales.
AnfiBoy: Es un chico glotón que soñaba con ser un superhéroe como los otros superniños, consiguiendo su sueño al encontrar uno de los huevos mágicos. Su poder es transformarse en cualquier tipo de anfibio.
Terrícola: Introducida como el matón de AnfiBoy Matías, sus acciones son resultado de ser una chica transgénero forzada a esconder su identidad por sus padres. Su poder es transformarse en cualquier humano.

### Villanos
El Coleccionista de Animales: Es un cazador obsesionado con cazar cualquier tipo de animal, lo que lo lleva a antagonizar a los superniños. Es bastante inepto y se deja engañar fácilmente.
Doctora Olvido: Es una anciana villana interesada en capturar a los superniños para diseccionarlos y conseguir sus poderes. Sufre de ataques de amnesia, lo cual hace que sus planes fallen.
Rey Bellota: Es un árbol viviente cuyo objetivo es vengarse de la humanidad por contaminar el planeta constantemente.
Mineralia Milenaria: Una villana con el poder de transformar su cuerpo en cualquier mineral. Al ser difícil de pronunciar, muchos tienden a decir mal su nombre, cosa que le pone furiosa.
CacharroBot: Un robot frecuentemente visto con los villanos, está más interesado en hacer lo que quiere que en cualquier plan malvado. Al ver la incompetencia de los otros villanos, se une al grupo de los superniños.

### Otros Personajes
Padres de DinoKid: Los padres de DinoKid tienen una increíble paciencia con su hijo y sus trastadas, siempre dispuestos a enseñarle a comportarse y a no abusar de su don.
Rosita: Es una de las amigas de DinoKid y compañera de clase. Está enamorada de él, pero éste no la hace caso.
Gore Li: Es otro de los compañeros de DinoKid. Le gusta hacer cómics y es fan de todo lo violento y sangriento.
Cirene: Es una alienígena que resulta ser la creadora de los huevos mágicos con el fin de estudiar a la humanidad.